# Československá basketbalová liga žen
Československá basketbalová liga žen byla nejvyšší československá basketbalová soutěž žen. Jejím nástupcem v roce 1993 v České republice se stala Ženská basketbalová liga a na Slovensku Basketbalová extraliga žien.

## Přehled nejvyšších basketbalových soutěží žen Československa a medailistů

### Zemská liga Čechy a Morava a finálový turnaj (1932–1939)
Finálového turnaje se zúčastnili vítězové soutěží v Čechách, na Moravě a na Slovensku.
| Ročník  | Týmů | Zlatá medaile     | Stříbrná medaile | Bronzová medaile | 4. místo |
| ------- | ---- | ----------------- | ---------------- | ---------------- | -------- |
| 1932/33 |      | VBVS Praha        |                  |                  |          |
| 1933/34 |      | VBVS Praha        |                  |                  |          |
| 1934/35 |      | VBVS Praha        |                  |                  |          |
| 1935/36 |      | VBVS Praha        |                  |                  |          |
| 1936/37 |      | Strakova akademie |                  |                  |          |
| 1937/38 |      | Strakova akademie |                  |                  |          |
| 1938/39 |      | Strakova akademie |                  |                  |          |

### Zemská liga Čechy a Morava (v době protektorátu 1939–1945)
| Ročník  | Týmů | Zlatá medaile     | Stříbrná medaile     | Bronzová medaile        | 4. místo             |
| ------- | ---- | ----------------- | -------------------- | ----------------------- | -------------------- |
| 1939/40 | 4    | Strakova akademie | NSK Praha            | Sokol Brno I.           | Arsenal Husovice     |
| 1940/41 | 4    | Uncas Praha       | Arsenal Olympia Brno | Zaměstnanci města Prahy | SK Brno Žabovřesky   |
| 1941/42 | 4    | Uncas Praha       | Arsenal Olympia Brno | Zaměstnanci města Prahy | Moravská Slavia Brno |
| 1942/43 | 2    | Uncas Praha       | Arsenal Olympia Brno |                         |                      |
| 1943/44 | 2    | Uncas Praha       | Arsenal Olympia Brno |                         |                      |
| 1944/45 |      | nehrálo se        |                      |                         |                      |

V letech 1939–1944 bylo hráno na Slovensku samostatné Mistrovství Slovenska.

### 1. liga basketbalu žen Československa (1945–1983)
| Ročník  | Týmů | Zlatá medaile               | Stříbrná medaile            | Bronzová medaile      | 4. místo                    |
| ------- | ---- | --------------------------- | --------------------------- | --------------------- | --------------------------- |
| 1945/46 | 4    | Železničářky Hradec Králové | Sokol Kolín                 | Sokol Žabovřesky      | ŠK Bratislava               |
| 1946/47 | 8    | Železničářky Hradec Králové | Sokol Kolín                 | AC Sparta Praha       | Stadion Jaroměř             |
| 1947/48 | 4    | AC Sparta Praha             | Zbrojovka Židenice Brno     | Sokol Žabovřesky      | Železničářky Hradec Králové |
| 1948/49 | 8    | AC Sparta Praha             | Železničářky Hradec Králové | Sokol Žabovřesky      | Sokol Pražský               |
| 1949/50 | 9    | Bratrství Sparta Praha      | Zbrojovka Židenice Brno     | Sokol Žabovřesky      | Železničářky Hradec Králové |
| 1950/51 | 8    | Sokol Žabovřesky            | Spartak Sokolovo            | Sokol Žižkov Praha    | Sokol Židenice              |
| 1951/52 | 8    | Spartak Praha Sokolovo      | Sokol Žabovřesky            | Tesla Strakonice      | Dynamo Slavia Praha         |
| 1952/53 | 8    | Spartak Praha Sokolovo      | Tatran Žabovřesky           | Slovan Orbis Praha    | Dynamo Praha                |
| 1953/54 | 8    | Slovan Orbis Praha          | Tatran Žabovřesky           | Slavia Praha Pedagog  | Spartak Praha Sokolovo      |
| 1954/55 | 10   | Slavia Praha Pedagog        | Slovan Orbis Praha          | Slovan Bratislava     | Slavia Brno                 |
| 1955/56 | 9    | Slovan Orbis Praha          | Spartak Sokolovo            | Slavia Brno           | Slovan Bratislava           |
| 1956/57 | 12   | Slovan Orbis Praha          | Spartak Sokolovo            | Slavia ITVS Praha     | Slavia Žabovřesky           |
| 1957/58 | 12   | Spartak Sokolovo            | Slovan Orbis Praha          | Lokomotíva Bratislava | Slovan Bratislava           |
| 1958/59 | 12   | Slovan Orbis Praha          | Slavia VŠ Brno              | Spartak Sokolovo      | Slovan Bratislava           |
| 1959/60 | 12   | Slovan Orbis Praha          | Slavia VŠ Brno              | Spartak Sokolovo      | Lokomotíva Bratislava       |
| 1960/61 | 12   | Slovan Orbis Praha          | Slavia VŠ Brno              | Spartak Sokolovo      | Slavia VŠ Praha             |
| 1961/62 | 12   | Slovan Orbis Praha          | Lokomotíva Bratislava       | Slavia VŠ Brno        | Slovan Bratislava           |
| 1962/63 | 12   | Spartak Sokolovo            | Slovan Orbis Praha          | Lokomotíva Bratislava | KPS Brno                    |
| 1963/64 | 12   | Slovan Orbis Praha          | Spartak Sokolovo            | KPS Brno              | Slavia VŠ Praha             |
| 1964/65 | 12   | Slovan Orbis Praha          | KPS Brno                    | Lokomotíva Bratislava | Sparta ČKD Praha            |
| 1965/66 | 11   | Sparta ČKD Praha            | KPS Brno                    | Lokomotíva Bratislava | Slovan Bratislava           |
| 1966/67 | 10   | Sparta ČKD Praha            | Slovan Orbis Praha          | KPS Brno              | Slovan Bratislava           |
| 1967/68 | 10   | Sparta ČKD Praha            | Lokomotíva Bratislava       | Slavia VŠ Praha       | Slovan Orbis Praha          |
| 1968/69 | 10   | Sparta ČKD Praha            | Lokomotíva Bratislava       | Slavia VŠ Praha       | Slavia VŠ Brno              |
| 1969/70 | 12   | Slavia VŠ Praha             | Sparta ČKD Praha            | Lokomotíva Bratislava | Slavia VŠ Brno              |
| 1970/71 | 12   | Sparta ČKD Praha            | Slavia VŠ Praha             | KPS Brno              | Slovan Bratislava           |
| 1971/72 | 12   | Sparta ČKD Praha            | Slavia VŠ Praha             | Slovan Bratislava     | Lokomotíva Bratislava       |
| 1972/73 | 12   | Slavia VŠ Praha             | Sparta ČKD Praha            | KPS Brno              | Slovan Bratislava           |
| 1973/74 | 12   | Sparta ČKD Praha            | KPS Brno                    | Slavia VŠ Praha       | Slávia VŠ Prešov            |
| 1974/75 | 12   | Sparta ČKD Praha            | Slavia VŠ Praha             | Jiskra Kyjov          | KPS Brno                    |
| 1975/76 | 8    | Sparta ČKD Praha            | KPS Brno                    | Slovan Bratislava     | Jiskra Kyjov                |
| 1976/77 | 8    | Sparta ČKD Praha            | KPS Brno                    | Slovan Bratislava     | Lokomotíva Košice           |
| 1977/78 | 8    | Sparta ČKD Praha            | Lokomotíva Košice           | Slovan Bratislava     | Slavia VŠ Praha             |
| 1978/79 | 8    | Sparta ČKD Praha            | Slovan Bratislava           | Slavia VŠ Praha       | KPS Brno                    |
| 1979/80 | 8    | Sparta ČKD Praha            | KPS Brno                    | Slavia VŠ Praha       | Slovan Bratislava           |
| 1980/81 | 8    | Sparta ČKD Praha            | Slavia VŠ Praha             | KPS Brno              | Slovan Bratislava           |
| 1981/82 | 8    | Slavia VŠ Praha             | Sparta ČKD Praha            | Lokomotíva Košice     | ZŤS Košice                  |
| 1982/83 | 8    | Slavia VŠ Praha             | Sparta ČKD Praha            | KPS Brno              | Lokomotíva Košice           |

### 1. liga basketbalu žen Československa (1983–1993 s play-off)
| Ročník  | Tý mů | Zlatá medaile          | play off | Stříbrná medaile       | Bronzová medaile       | play off | 4. místo               |
| ------- | ----- | ---------------------- | -------- | ---------------------- | ---------------------- | -------- | ---------------------- |
| 1983/84 | 8     | Slavia VŠ Praha        | 2:0      | Sparta ČKD Praha       | Slovan Bratislava      | 2:1      | KPS Brno               |
| 1984/85 | 8     | Slavia VŠ Praha        | 2:1      | Slovan Bratislava      | Sparta ČKD Praha       | 2:0      | ZŤS Košice             |
| 1985/86 | 8     | Sparta ČKD Praha       | 2:1      | Slavia VŠ Praha        | ZŤS Košice             | 2:0      | KPS Brno               |
| 1986/87 | 10    | Sparta ČKD Praha       | 3:1      | Slavia VŠ Praha        | KPS Brno               | 2:1      | Slávia Banská Bystrica |
| 1987/88 | 10    | Slavia VŠ Praha        | 3:2      | Slávia Banská Bystrica | Sparta ČKD Praha       | 3:0      | Slovan Bratislava      |
| 1988/89 | 10    | Slavia VŠ Praha        | 3:1      | Slávia Banská Bystrica | Sparta ČKD Praha       | 3:0      | ZŤS Košice             |
| 1989/90 | 10    | Slávia Banská Bystrica | 3:1      | Slavia VŠ Praha        | SCP Ružomberok         | 3:0      | ZŤS Košice             |
| 1990/91 | 12    | SCP Ružomberok         | 2:0      | Sparta Praha           | VSS Košice             | 2:1      | Slavia VŠ Praha        |
| 1991/92 | 12    | SCP Ružomberok         | 2:0      | VSS Košice             | Slávia Banská Bystrica | 3:1      | Slavia VŠ Praha        |
| 1992/93 | 14    | SCP Ružomberok         |          | Slávia Banská Bystrica | Slavia VŠ Praha        |          | Cassovia Košice        |

S ohledem na rozdělení Československa od 1.1.1993 na dva samostatná státy, tak ročník československé basketbalové ligy 1992/93 byl ukončen v lednu 1993 po základní části soutěže a již nebylo hráno play-off. Kluby československé ligy byly zařazeny do dvou samostatných národních soutěží: Ženská basketbalová liga (Česká republika) a Slovenská liga žen (Slovenská republika).

## Trenéři ligového týmu žen Sparty Praha
Sparta Praha získala v československé 1. lize basketbalu žen celkem 23 titulů mistra republiky, 10x byla vicemistrem a 7x měla bronzovou medaili. V roce 1976 byla vítězem Poháru evropských mistrů a 6x byla finalistou tohoto poháru v letech 1964, 1967, 1968, 1972, 1975 a 1978. Na výsledcích basketbalového týmu žen Sparty Praha se podíleli tito trenéři:
- 1947–1951: Miloslav Kříž – 3x mistr (1948–1950), 2. místo (1951)
- 1952–1954: Josef Ezr – 2x mistr (1952, 1953), 4. místo 1954)
- 1954–1955: Miloslav Kříž – 5. místo (1955)
- 1955–1957: Jiří Adamíra – 2x 2. místo (1956–1957)
- 1957–1964: Miloslav Kříž – 2x mistr (1958, 1963), 2. místo (1964), 3x 3. (1959–1961), 6. (1962)
- 1964–1965: Jiří Baumruk – 4. místo (1965)
- 1965–1972: Zbyněk Kubín – 6x mistr (1966-69, 1971–1972), 2. místo (1970)
- 1972–1978: Lubomír Dobrý – 5x mistr (1974-1978), 2. místo (1973)
- 1978–1981: Karel Herink – 3x mistr (1979–1981)
- 1981–1987: Petr Pajkrt – 2x mistr (1986–1987), 3x 2. místo (1982–1984), 3. (1985)
- 1987–1990: Ludvík Rúžička – 2x 3. místo (1988–1989), 5. (1990)
- 1990–1992: Lubor Blažek – 2. místo (1991), 5. (1992)
- 1992–1993: Milena Jindrová – 12. místo (1993)

Mezi mimořádné osobnosti československé basketbalové ligy žen patří trenér Svatopluk Mrázek, který vedl tým Slovanu Praha Orbis 18 ročníků ligy v letech 1953 až 1971 a získal s ním devět titulů mistra a čtyřikrát titul vicemistra Československa.

## Celkový počet titulů mistra a umístění na 2. a 3. místě
| Klub                                              | Zlatá medaile | Rok (skončení ligy)                                                                   | Stříbrná medaile | Rok                                                 | Bronzová medaile | Rok                                      |
| ------------------------------------------------- | ------------- | ------------------------------------------------------------------------------------- | ---------------- | --------------------------------------------------- | ---------------- | ---------------------------------------- |
| Sparta Praha (Spartak Sokolovo, Sparta ČKD Praha) | 23            | 1948–1950, 1952, 1953, 1958, 1963, 1966–1969, 1971, 1972, 1974, 1975–1981, 1986, 1987 | 10               | 1951, 1956, 1957, 1964, 1967, 1973, 1982–1984, 1991 | 7                | 1947, 1959–1961, 1985, 1988, 1989        |
| Slovan Orbis Praha                                | 9             | 1954, 1956, 1957, 1959–1962, 1964, 1965                                               | 4                | 1955, 1958, 1963, 1967                              | 1                | 1953                                     |
| VŠ Praha (ZVVZ USK Praha)                         | 8             | 1970, 1973, 1982–1984, 1985, 1988, 1989                                               | 7                | 1971, 1972, 1975, 1981, 1986, 1987, 1990            | 7                | 1957, 1968, 1969, 1974, 1979, 1980, 1993 |
| Uncas Praha                                       | 4             | 1941–1944                                                                             |                  | 1981, 1982, 1988                                    |                  |                                          |
| Strakova akademie Praha                           | 4             | 1937–1940                                                                             |                  |                                                     |                  |                                          |
| VBVS Praha                                        | 4             | 1933–1936                                                                             |                  |                                                     |                  |                                          |
| MBK Ružomberok                                    | 3             | 1991–1993                                                                             |                  |                                                     | 1                | 1990                                     |
| Železničářky Hradec Králové                       | 2             | 1946, 1947                                                                            | 1                | 1949                                                |                  |                                          |
| Žabovřesky / Slavia VŠ                            | 1             | 1951                                                                                  | 6                | 1952–1954, 1959–1961                                | 6                | 1946, 1948, 1949, 1950, 1956, 1962       |
| Slavia PF Banská Bystrica                         | 1             | 1990                                                                                  | 3                | 1988, 1989, 1993                                    | 1                | 1992                                     |
| Slavia Praha Pedagog                              | 1             | 1955                                                                                  |                  |                                                     | 1                | 1954                                     |
| KPS Brno                                          |               |                                                                                       | 6                | 1965, 1966, 1974, 1976, 1977, 1980                  | 7                | 1964, 1967, 1971, 1973, 1981, 1983, 1987 |
| Arsenal Olympia Brno                              |               |                                                                                       | 4                | 1941–1944                                           |                  |                                          |
| Lokomotíva Bratislava                             |               |                                                                                       | 3                | 1962, 1968, 1969                                    | 5                | 1958, 1963, 1965, 1966, 1970             |
| Slovan Bratislava                                 |               |                                                                                       | 2                | 1979, 1985                                          | 6                | 1955, 1972, 1976–1978, 1984              |
| Židenice Brno / Zbrojovka                         |               |                                                                                       | 2                | 1948, 1950                                          | 1                | 1940                                     |
| Sokol Kolín                                       |               |                                                                                       | 2                | 1946, 1947                                          |                  |                                          |
| ZŤS Košice                                        |               |                                                                                       | 1                | 1992                                                | 2                | 1986, 1991                               |
| Lokomotíva Košice                                 |               |                                                                                       | 1                | 1978                                                | 1                | 1982                                     |
| NSK Praha                                         |               |                                                                                       | 1                | 1940                                                |                  |                                          |
| Zaměstnanci města Prahy                           |               |                                                                                       |                  |                                                     | 2                | 1941, 1942                               |
| Sokol Žižkov Praha                                |               |                                                                                       |                  |                                                     | 1                | 1951                                     |
| Tesla Strakonice                                  |               |                                                                                       |                  |                                                     | 1                | 1952                                     |
| Slávia VŠ Prešov                                  |               |                                                                                       |                  |                                                     | 1                | 1974                                     |
| Jiskra Kyjov                                      |               |                                                                                       |                  |                                                     | 1                | 1976                                     |

## Klub ligových střelkyň československé 1. ligy basketbalu žen
| P. | Hráč                                    | roč. | Body |  | P.  | Hráč                               | roč. | Body |
| -- | --------------------------------------- | ---- | ---- |  | --- | ---------------------------------- | ---- | ---- |
| 1  | Milena Jindrová (Hacmacová)             | 1944 | 6709 |  | 51  | Renata Hiráková                    | 1971 | 2199 |
| 2  | Helena Malotová-Jošková                 | 1939 | 6580 |  | 52  | Ladislava Kotoučková               | 1961 | 2192 |
| 3  | Pavla Podivínová-Davidová               | 1956 | 5951 |  | 53  | Svatava Faifrová-Kysilková         | 1964 | 2152 |
| 4  | Anna Součková-Kozmanová                 | 1956 | 5677 |  | 54  | Jana Hrabovská-Smolenová           | 1951 | 2142 |
| 5  | Vlasta Mottlová-Vrbková                 | 1953 | 4674 |  | 55  | Jaroslava Majerová-Řepková         | 1935 | 2142 |
| 6  | Irena Medvecká-Bartošová                | 1954 | 4520 |  | 56  | Hana Brůhová-Peklová               | 1960 | 2130 |
| 7  | Nataša Lichnerová-Dekanová              | 1949 | 4239 |  | 57  | Martina Pechová-Jirásková          | 1952 | 2122 |
| 8  | Hana Zarevúcká                          | 1961 | 4167 |  | 58  | Jana Ludviková-Vagundová           | 1963 | 2108 |
| 9  | Božena Miklošovičová-Štrbáková          | 1949 | 3974 |  | 59  | Vlasta Pacíková                    | 19.. | 2108 |
| 10 | Irma Valová                             | 1965 | 3905 |  | 60  | Irena Nejedlá-Lednická             | 1966 | 2104 |
| 11 | Hana Doušová-Jarošová                   | 1949 | 3868 |  | 61  | Eva Blažková-Kalužáková            | 1965 | 2103 |
| 12 | Eva Petrovičová                         | 1945 | 3760 |  | 62  | Viera Kissová                      | 1947 | 2097 |
| 13 | Marta Kreuzová-Melicharová              | 1941 | 3646 |  | 63  | Eva Fortuníková-Adamcová (Křížová) | 1966 | 2053 |
| 14 | Helena Zvolenská                        | 1939 | 3597 |  | 64  | Eva Vaňová-Kosorinová              | 1962 | 2046 |
| 15 | Yvetta Paulovičová-Pollaková            | 1953 | 3592 |  | 65  | Sylva Richterová                   | 1938 | 2037 |
| 16 | Eva Vrbková                             | 1953 | 3538 |  | 66  | Tamara Turcsányiová-Hynková        | 1957 | 2020 |
| 17 | Dagmar Hubálková                        | 1932 | 3486 |  | 67  | Dana Cipárová-Nedbalová            | 1965 | 2016 |
| 18 | Maria Kiffuszová                        | 1954 | 3392 |  | 68  | Zdenka Látalová                    | 1964 | 2010 |
| 19 | Jiřina Přívarová                        | 1955 | 3362 |  | 69  | Stanislava Dimitrivová-Grégrová    | 1947 | 1977 |
| 20 | Irena Rajniaková (Goldová)              | 1956 | 3356 |  | 70  | Věra Štechrová-Koťátková           | 1941 | 1966 |
| 21 | Alena Spejchalová                       | 1945 | 3285 |  | 71  | Alexandra Malá-Dostálová           | 1963 | 1924 |
| 22 | Dana Klimešová-Ptáčková                 | 1952 | 3196 |  | 72  | Jana Michaledisová                 | 1955 | 1899 |
| 23 | Beáta Renertová-Csicsayiová             | 1961 | 3150 |  | 73  | Alena Uberalová-Bardoňová (Kašová) | 1960 | 1898 |
| 24 | Alena Weiserová-Kopecká                 | 1956 | 3146 |  | 74  | Andrea Kuklová-Chupíková           | 1971 | 1883 |
| 25 | Eva Krahulcová                          | 1941 | 3002 |  | 75  | Renata Janusová                    | 1969 | 1875 |
| 26 | Zora Brziaková                          | 1964 | 2936 |  | 76  | Tatiana Petrovičová                | 1952 | 1841 |
| 27 | Erika Dobrovičová-Buriánová             | 1967 | 2866 |  | 77  | Eva Šefčíková-Piršelová            | 1951 | 1823 |
| 28 | Valéria Tyrolová                        | 1936 | 2840 |  | 78  | Martina Bobrovská-Greplová         | 1970 | 1809 |
| 29 | Dana Tušilová-Rumlerová                 | 1946 | 2731 |  | 79  | Milena Rázgová-Paulišincová        | 1969 | 1808 |
| 30 | Olga Přidalová-Mikulášková (Kyzlinková) | 1947 | 2725 |  | 80  | Romana Koščová-Králíková           | 1958 | 1807 |
| 31 | Stanislava Haklová-Varmužová            | 1953 | 2706 |  | 81  | Dagmar Spářilová-Pošvářová         | 1957 | 1797 |
| 32 | Václava Šimonová-Jirášková              | 1960 | 2664 |  | 82  | Alena Dolejšová-Plechatová         | 1938 | 1788 |
| 33 | Lenka Grimmová-Nechvátalová             | 1955 | 2659 |  | 83  | Marie Řiháková                     | 19.. | 1765 |
| 34 | Anna Kotočová-Janoštinová               | 1968 | 2613 |  | 84  | Ivana Třešňáková                   | 1958 | 1759 |
| 35 | Alena Blahová                           | 1958 | 2611 |  | 85  | Pavla Zástěrová                    | 1963 | 1742 |
| 36 | Dana Aaltonen-Hojsáková                 | 1958 | 2603 |  | 86  | Jaroslava Rubická-Stromková        | 1955 | 1723 |
| 37 | Jarmila Vyňuchalová-Bystroňová          | 1961 | 2546 |  | 87  | Kyplinková                         | 19.. | 1684 |
| 38 | Marcela Poláková-Domanská               | 1965 | 2502 |  | 88  | Pavla Gregorová-Holková            | 1943 | 1665 |
| 39 | Věra Horáková-Grubrová                  | 1933 | 2484 |  | 89  | Olga Červeňunová                   | 1950 | 1617 |
| 40 | Tatiana Šurková                         | 1964 | 2462 |  | 90  | Iva Petrželová-Prettlová           | 1963 | 1601 |
| 41 | Alica Kováčová-Macková                  | 1963 | 2460 |  | 91  | Julie Žižlavská-Koukalová          | 1934 | 1594 |
| 42 | Iveta Bieliková                         | 1966 | 2382 |  | 92  | Martina Balaštíková-Babková        | 1950 | 1562 |
| 43 | Anna Mazalová-Ticháčková                | 19.. | 2370 |  | 93  | Zuzana Vasilová-Képesová           | 1961 | 1560 |
| 44 | Ivana Nováková-Kotíková                 | 1965 | 2316 |  | 94  | Zuzana Kameníková-Vasilková        | 1970 | 1540 |
| 45 | Alena Hibšová                           | 1954 | 2289 |  | 95  | Ivana Kejvalová                    | 1961 | 1522 |
| 46 | Jana Blažeková-Škovranová               | 1954 | 2281 |  | 96  | Eva Zemanová-Hartmanová            | 1958 | 1519 |
| 47 | Vilma Karnayová-Sitášová                | 1962 | 2266 |  | 97  | Natália Hejková                    | 1954 | 1513 |
| 48 | Eva Galašová                            | 1950 | 2254 |  | 98  | Ludmila Matušů-Komeštíková         | 1963 | 1509 |
| 49 | Eva Antalecová-Mačeková                 | 1966 | 2227 |  | 99  | Adriana Chamajová                  | 1971 | 1502 |
| 50 | Marie Zahoříková-Soukupová              | 1943 | 2225 |  | 100 | Růžena Maksantová                  | 1948 | 1492 |

Kompletní konečná celková dlouhodobá tabulka obsahuje výsledky v Československé basketbalové lize žen za období sezón 1945/46 až 1992/93

## Konečná celková tabulka 1945–1993
| Poř | Tým                                              | R  | Z    | V   | P   | N | Skóre       | Body |
| --- | ------------------------------------------------ | -- | ---- | --- | --- | - | ----------- | ---- |
| 1.  | Spartak Sokolovo / Sparta ČKD / Sparta Praha     | 48 | 1076 | 827 | 247 | 2 | 75172:59734 | 19   |
| 2.  | Slavia ITVS / Slavia VŠ / USK Praha              | 40 | 981  | 657 | 324 | - | 68812:60697 | 16   |
| 3.  | Slovan Bratislava                                | 42 | 995  | 551 | 444 | - | 67769:65105 | 15   |
| 4.  | SK Žabovřesky / KPS Morcan Brno                  | 32 | 807  | 473 | 334 | - | 57381:53055 | 12   |
| 5.  | Sporiteľňa Bratislava                            | 26 | 661  | 348 | 313 | - | 41686:39863 | 10   |
| 6.  | Slovan Orbis Praha / AMCICO (Traner) Praha       | 26 | 579  | 370 | 209 | - | 39484:34068 | 9    |
| 7.  | Lokomotíva Košice                                | 27 | 674  | 241 | 433 | - | 42178:46709 | 9    |
| 8.  | Dynamo / VSS / Jednota Košice                    | 22 | 521  | 247 | 274 | - | 33788:34520 | 7    |
| 9.  | Jiskra Kyjov                                     | 17 | 404  | 173 | 231 | - | 23626:24471 | 5    |
| 10. | Slávia VŠ Prešov                                 | 18 | 420  | 133 | 287 | - | 23634:28489 | 5    |
|     |                                                  |    |      |     |     |   |             |      |
| 11. | Slavia Brno - Slavia Žabovřesky - Slavia VŠ Brno | 14 | 308  | 177 | 131 | - | 18934:17275 | 4    |
| 12. | SCP Ružomberok                                   | 11 | 308  | 172 | 136 | - | 21785:21771 | 4    |
| 13. | Slávia PF B.Bystrica                             | 11 | 303  | 175 | 128 | - | 20945:20347 | 4    |
| 14. | Lokomotiva Ústí n/L.                             | 13 | 304  | 85  | 219 | - | 16059:20205 | 3    |
| 15. | Slovan / Tatran / NHKG Ostrava                   | 12 | 252  | 69  | 183 | - | 13742:17093 | 3    |
| 16. | Sokol Hradec Králové                             | 5  | 143  | 41  | 102 | - | 9081:10704  | 1    |
| 17. | SK Slavia Praha, Dynamo Praha                    | 8  | 133  | 49  | 83  | 1 | 5238:6361   | 1    |
| 18. | Moravská Slavia Brno                             | 5  | 144  | 32  | 112 | - | 8606:10545  | 1    |
| 19. | Tatran Žabovřesky                                | 8  | 95   | 74  | 21  | - | 4341:3065   | 1    |
| 20. | Universita Brno                                  | 5  | 114  | 44  | 70  | - | 6798:7443   | 1    |
|     |                                                  |    |      |     |     |   |             |      |
| 21. | Zbrojovka / Židenice / ZJŠ Brno                  | 7  | 106  | 51  | 52  | 3 | 3961:4390   | 1    |
| 22. | Slávia Pedagóg / Slávia Bratislava               | 4  | 116  | 33  | 83  | - | 6967:8042   | 1    |
| 23. | Lokomotiva Liberec                               | 5  | 110  | 37  | 73  | - | 6393:7411   | 1    |
| 24. | Slávia VŠ Bratislava                             | 7  | 111  | 14  | 97  | - | 3561:6036   | 1    |
| 25. | Spartak Přerov                                   | 4  | 94   | 14  | 80  | - | 4736:6464   | 1    |
| 26. | Sokol Pražský                                    | 4  | 68   | 34  | 33  | - | 2060:2007   | 1    |
| 27. | Cassovia Korner Košice                           | 2  | 63   | 37  | 26  | - | 4811:4751   | 1    |
| 28. | ČKD / Bohemians Praha                            | 3  | 70   | 17  | 53  | - | 3685:4405   |      |
| 29. | Viktoria / Sokol Žižkov                          | 3  | 54   | 27  | 27  | - | 1643:1565   |      |
| 30. | Loko Start Poprad                                | 3  | 66   | 14  | 52  | - | 3989:4798   |      |
|     |                                                  |    |      |     |     |   |             |      |
| 31. | Železničářky Hr.Králové                          | 5  | 50   | 30  | 17  | 3 | 1405:1189   |      |
| 32. | Loko Karlovy Vary                                | 3  | 64   | 8   | 56  | - | 3785:5017   |      |
| 33. | Slavia Praha pedagog                             | 2  | 32   | 26  | 6   | - | 1971:1537   |      |
| 34. | SK Zlín                                          | 2  | 48   | 7   | 41  | - | 2750:3551   |      |
| 35. | Slavia VS Olomouc                                | 2  | 44   | 10  | 34  | - | 2691:3315   |      |
| 36. | Slavia VS Poděbrady                              | 2  | 44   | 10  | 34  | - | 2659:3347   |      |
| 37. | Lokomotíva / Baník Prievidza                     | 2  | 46   | 7   | 39  | - | 2322:3304   |      |
| 38. | Dynamo Hradec Králové                            | 2  | 36   | 3   | 33  | - | 1261:2398   |      |
| 39. | Spartak SAM Myjava                               | 1  | 26   | 12  | 14  | - | 1743:1740   |      |
| 40. | Stadion Jaroměř                                  | 2  | 28   | 9   | 19  | - | 682:860     |      |
|     |                                                  |    |      |     |     |   |             |      |
| 41. | BK Strakonice                                    | 1  | 26   | 9   | 17  | - | 1614:1951   |      |
| 42. | Spartak Tesla Strašnice                          | 2  | 21   | 10  | 11  | - | 880:967     |      |
| 43. | Sokol Kolín                                      | 2  | 17   | 12  | 5   | - | 458:381     |      |
| 44. | Dynamo Pardubice                                 | 1  | 22   | 3   | 19  | - | 980:1556    |      |
| 45. | Sokol Lomnice nad/Popelkou                       | 1  | 18   | 3   | 15  | - | 530:867     |      |
| 46. | Spartak Autopraga Vysočany                       | 1  | 14   | 6   | 8   | - | 680:686     |      |
| 47. | Slavia Kroměříž                                  | 1  | 20   | 0   | 20  | - | 1044:1539   |      |
| 48. | Sokol Říčany                                     | 1  | 18   | 1   | 17  | - | 760:1298    |      |
| 49. | Slovan Plzeň                                     | 1  | 16   | 2   | 14  | - | 651:1198    |      |
| 50. | VSK / NSK Praha                                  | 1  | 14   | 4   | 10  | - | 353:431     |      |
|     |                                                  |    |      |     |     |   |             |      |
| 51. | VŽKG Ostrava                                     | 1  | 16   | 2   | 14  | - | 338:539     |      |
| 52. | Sokol Vinohrady Praha                            | 1  | 14   | 1   | 13  | - | 276:503     | -    |

### Změny názvů v dlouhodobé tabulce
- Praha:
  - Sparta Praha, Bratrství Sparta Praha, Spartak Sokolovo, Sparta ČKD Praha, BLC Sparta Praha
  - Slavia Praha ITVS, Slavia VŠ Praha, VŠ Praha, USK Praha
  - SK Slavia Praha - Slavia Praha Dynamo - Dynamo Praha, Slavia Praha IPS
  - ČKD Praha, Bohemians Praha
  - Viktoria Žižkov, Sokol Žižkov, Tesla Strašnice
  - YMCA Praha, Uncas Praha,
  - Sokol Pražský, Autopraga Vysočany - oddíl zrušen
  - NSK Praha, VSK Praha - oddíl zanikl
- Brno:
  - SK Žabovřesky, Sokol Žabovřesky, Žabovřesky Brno, Tatran Žabovřesky, KPS Brno
  - Slavia Brno, Slavia Brno FIS, Slavia Žabovřesky, Slavia VŠ Brno, Univerzita Brno
  - Arsenal Husovice, Arsenal Olympia Brno, Zbrojovka Židenice, Zbrojovka Brno, Spartak Brno ZJŠ
- Slovensko:
  - Dynamo Košice, VSS Košice, Jednota Košice, ZŤS Košice
  - Lokomotíva Prievidza, Baník Prievidza
  - Slávia VŠ Bratislava, Náuka Bratislava, Slávia Bratislava pedagóg, Slávia Bratislava SVŠT
  - ŠK Bratislava, NV Bratislava, Slovan Bratislava, Inter Bratislava
  - YMCA Bratislava, Blesk Bratislava, SNB Bratislava
  - Iskra Svit, Chemosvit Svit
- ostatní:
  - Slovan Ostrava, Tatran Ostrava, NHKG Ostrava, NH Ostrava